# 한희준

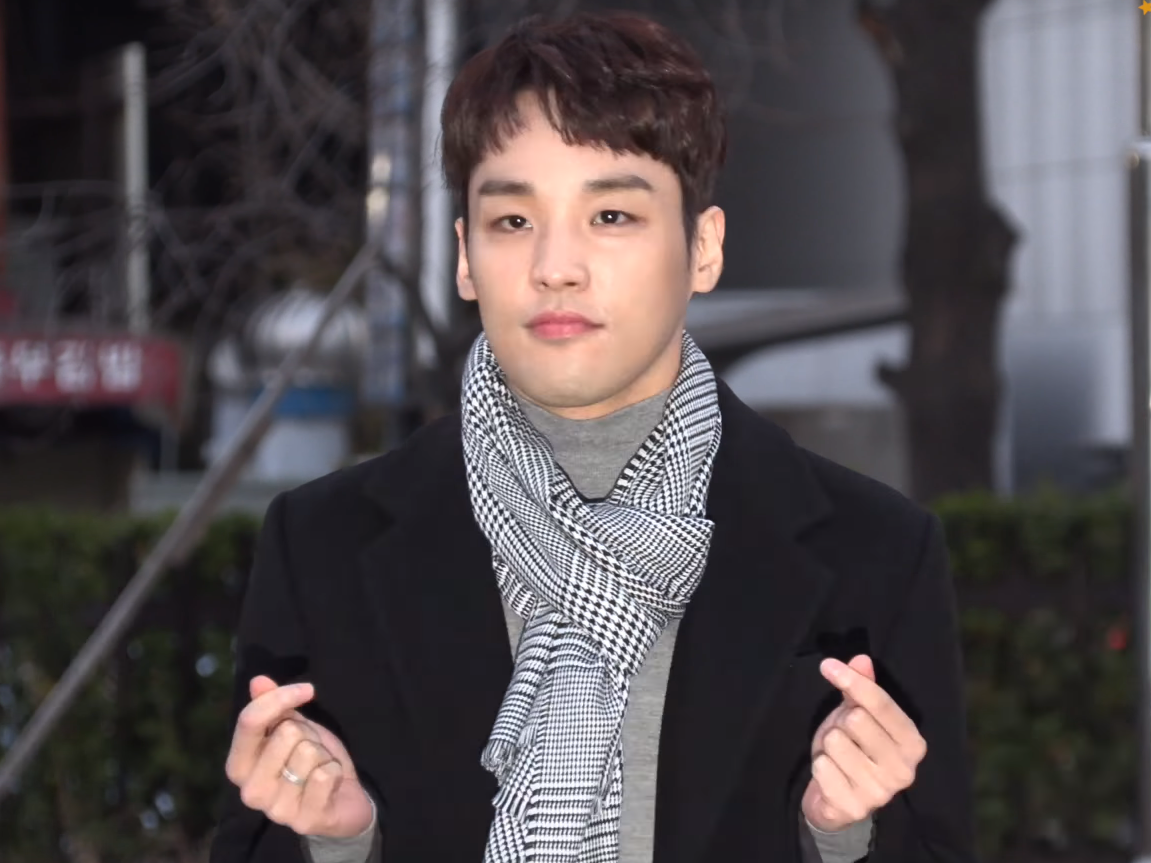

한희준(영어: Heejun Han, 1989년 4월 20일 ~ )은 대한민국의 가수이다.

## 주요 이력
대한민국 경기도 안양에서 출생하였고 지난날 한때 경기도 시흥에서 잠시 유아기를 보낸 적이 있는 그는 대한민국에서 초등학교를 졸업한 직후인 2002년 일가족과 함께 미국 뉴 욕 주 뉴욕 시티에 건너가 이후 뉴욕 시티에서 성장한 그는 《아메리칸 아이돌 시즌 11》에서 TOP9를 하였고 2013년 《K팝 스타 시즌3》에서 TOP6를 하였다.

## 음반

### 개인 앨범
- 2015.05.15 QnA (With 티파니 Of 소녀시대)
- 2017.02.20 풋사랑

### 참여 앨범

#### K팝스타 시즌3
- 2014.02.16 김범수 <지나간다>[깨진 링크(과거 내용 찾기)] (배틀오디션 Part.1)
- 2014.03.09 김건모 <미련> (TOP10 Part.2)
- 2014.03.16 박진영 <니가 사는 그집> (TOP8)
- 2014.03.23 이승환 <천일동안> (TOP6)

#### OST
- 2015.06.13 JTBC 드라마 사랑하는 은동아 OST - 한희준 <보인다. 들린다>
- 2016.01.04 SBS 드라마 마녀의 성 OST - 한희준 <그때로 다시>
- 2016.10.19 KBS2 드라마 공항 가는 길 OST - 한희준 <쓸데없이>

#### 싱글 앨범
- 2015.09.03 I`m Fine Thank You - I`m Fine Thank You (Vocal 김범수, 아이비, 럼블피쉬, 선우, 한희준, 소정)

## 관련 영상

### 뮤직 비디오(참여)
- 2016년 SBS 드라마 '마녀의 성' OST - 한희준 <그때로 다시>